# Kelayres, Pennsylvania
Kelayres, Pennsylvania (енгл. Kelayres) насељено је место без административног статуса у америчкој савезној држави Пенсилванија.

## Демографија
По попису из 2010. године број становника је 533.
| Група             | 2000.    | 2010.       |
| Белци             | 0 (0,0%) | 500 (93,8%) |
| Афроамериканци    | 0 (0,0%) | 1 (0,2%)    |
| Азијати           | 0 (0,0%) | 3 (0,6%)    |
| Хиспаноамериканци | 0 (0,0%) | 26 (4,9%)   |
| Укупно            | 0        | 533         |